# Liste des ombudsmen dans le monde
Les ombudsmans (médiateurs nationaux) dans le monde

## Afrique du Sud
- création de la fonction : 1995
- premier ombudsman :  Selby Baqwa
- nom dans la langue : défenseur public (en anglais : Public protector ; en afrikaans : Openbare Beskermer)
- site officiel :

## Albanie
- création de la fonction : 1998
- premier ombudsman : Ermir Dobjani
- nom dans la langue : albanais : Avokati i Popullit)
- site officiel : avokatipopullit.gov.al

## Andorre
- création de la fonction :
- premier ombudsman :
- nom dans la langue :
- site officiel :

## Allemagne
- création de la fonction :
- premier ombudsman :
- nom dans la langue :
- site officiel : http://www.bundestag.de/bundestag/ausschuesse18/a02/

## Autriche
- création de la fonction : 1977
- premier ombudsman :
- nom dans la langue :
- site officiel : lien et Land Vorarlberg

## Azerbaïdjan
- création de la fonction : 2001
- premier ombudsman  : Elmira Süleymanova
- nom dans la langue  : Azərbaycan Respublikasının İnsan Hüquqları üzrə Müvəkkili (commissaire aux droits de l'homme de la république d'Azerbaïdjan)
- site officiel  : http://www.ombudsman.gov.az/view.php?lang=az&menu=0

## Belgique
- création de la fonction :
- premier ombudsman :
- nom dans la langue :
- site officiel : Lien, Wallonie, Bruxelles (le 1er mars 1999 : Bernard Hubeau)

## Benin
- création de la fonction : 2004
- premier ombudsman : Albert Tévoédjrè
- nom dans la langue : médiateur de la république du Bénin
- site officiel : site du médiateur de la république du Bénin

## Bosnie Herzégovine
- création de la fonction :
- premier ombudsman :
- nom dans la langue :
- site officiel :

## Bulgarie
- création de la fonction : 2004
- premier ombudsman : Ginyo Ganev
- nom dans la langue : Ombudsman parlementaire ou médiateur national (il est élu par l'assemblée nationale)
- site officiel :

## Burkina Faso
- création de la fonction : loi du 17 mai 1994
- premier ombudsman : Tiémoko Marc Garango
- nom dans la langue : Médiateur du Faso
- site officiel : « Médiateur du Faso »(Archive.org • Wikiwix • Archive.is • Google • Que faire ?)

## Canada
- création de la fonction :
- premier ombudsman :
- nom dans la langue : ombudsman parlementaire
- site officiel :

### Canada (Nouveau Brunswick)
- création de la fonction :
- premier ombudsman :
- nom dans la langue : Ombudsman du Nouveau Brunswick
- site officiel : Lien
- ombudsman actuel : Bernard Richard[1]

### Canada (Québec)
- création de la fonction : 14 novembre 1968
- premier ombudsman : Louis Marceau
- nom dans la langue : Protecteur du Citoyen
- site officiel : Protecteur du citoyen

### Canada (Ontario)
- création de la fonction : 1975
- premier ombudsman : Arthur Maloney
- nom dans la langue : Ombudsman de l'Ontario
- site officiel : Ombudsman de l'Ontario
- ombudsman actuel : André Marin[2]

## Chypre
- création de la fonction :
- premier ombudsman :
- nom dans la langue : Commissaire pour les administrations (????)
- site officiel :

## Congo
- création de la fonction :
- premier ombudsman :
- nom dans la langue :
- site officiel :

## Côte d'Ivoire
- création de la fonction :
- premier ombudsman :
- nom dans la langue :
- site officiel :

## Croatie
- création de la fonction :
- premier ombudsman :
- nom dans la langue :  Pučki pravobranitelj
- site officiel : lien

## Danemark
- création de la fonction :
- premier ombudsman :
- nom dans la langue :
- site officiel : lien

## Djibouti
- création de la fonction : 12 mai 1999
- premier ombudsman : Hassan Farah Miguil
- nom dans la langue : médiateur de la république de Djibouti
- site officiel : médiateur de la république de Djibouti

## Espagne
- création de la fonction : 1981
- premier ombudsman : Joaquín Ruiz-Giménez Cortés, 1982-1987
- nom dans la langue : Defensor del pueblo
- site officiel : Défenseur du peuple
- Défenseur du peuple andalou
- Valedor do Pobo
- Procurador del Común

## Estonie
- création de la fonction :
- premier ombudsman :
- nom dans la langue :
- site officiel :

## États-Unis d'Amérique (USA)
- création de la fonction :
- premier ombudsman :
- nom dans la langue :
- site officiel :

## Finlande
- création de la fonction : 19 décembre 1919
- premier ombudsman : Erik Alopaeus
- nom dans la langue : ombudsman parlementaire
- site officiel : site officiel

## France
- création de la fonction : 2011
- premier ombudsman : Dominique Baudis
- nom dans la langue : Défenseur des droits
- site officiel : www.defenseurdesdroits.fr
- ombudsman actuel : Jacques Toubon

## Gabon
- création de la fonction : 20 septembre 2019
- premier ombudsman : Jean Marie Béka
- nom dans la langue : JM
- site officiel :jean-marie-beka.com

## Grèce
- création de la fonction : 1998
- premier ombudsman : Nikiforos Diamandouros, 1998 à 2003
- nom dans la langue : ΣΥΝΗΓΟΡΟΣ ΤΟΥ ΠΟΛΙΤΗ signifie l'avocat du citoyen ou défenseur du citoyen

- site officiel
- Documentation en français
- L'ombudsman de Grèce

## Haïti
- création de la fonction : 1987
- premier ombudsman :
- nom dans la langue :  Protecteur du citoyen - Office du protecteur du citoyen - Office de protection du citoyen
- site officiel : Office de protection du citoyen
- texte officiel

## Hongrie
- création de la fonction :
- premier ombudsman :
- nom dans la langue :
- site officiel :

## Ile Maurice
- création de la fonction :
- premier ombudsman :
- nom dans la langue :
- site officiel :

## Inde
- création de la fonction :
- premier ombudsman :
- nom dans la langue :
- site officiel :

## Irlande
- création de la fonction :
- premier ombudsman :
- nom dans la langue :
- site officiel :

## Italie
En Italie, il n'existe pas d'ombudsman au niveau national, mais au niveau des provinces ou des régions.

### Italie (Vallée d'Aoste)
- création de la fonction :
- premier ombudsman :
- nom dans la langue : Médiateur de la Vallée d’Aoste (Italie)
- site officiel :

## Lettonie
- création de la fonction :
- premier ombudsman :
- nom dans la langue :
- site officiel :

## Lituanie
- création de la fonction :
- premier ombudsman :
- nom dans la langue :
- site officiel :

## Luxembourg
- création de la fonction :
- premier ombudsman :
- nom dans la langue :
- site officiel :

## Madagascar
- création de la fonction :
- premier ombudsman :
- nom dans la langue :
- site officiel :

## Mali
- création de la fonction : 14 mars 1997
- premier ombudsman : Demba Diallo, jusqu'en avril 2002.
- nom dans la langue : médiateur de la République (Mali)
- site officiel : médiateur de la république du Mali

## Malte
- création de la fonction :
- premier ombudsman :
- nom dans la langue :
- site officiel :

## Mauritanie
- création de la fonction :
- premier ombudsman :
- nom dans la langue :
- site officiel :

## Maroc
- création de la fonction : 2001
- premier ombudsman : Mohamed BENALILOU
- nom dans la langue : mouâssassate al wassite (Etablissement le médiateur)
- site officiel : Diwan Al Madhalim

## Moldavie
- création de la fonction :
- premier ombudsman :
- nom dans la langue :
- site officiel :

## Monaco
- création de la fonction : Ordonnance n'4.524 du 30/10/2013 instituant un Haut Commissariat à la protection des droits, des libertés et à la médiation, Journal de Monaco du 8 novembre 2013
- premier ombudsman : Le Haut Commissaire, Mme Anne Eastwood, a été nommée et a prêté serment devant S.A.S le Prince Albert II le 3 février 2014.
- nom dans la langue : Le Haut Commissariat à la Protection des Droits, des Libertés et à la Médiation
- site officiel : Haut Commissariat à la Protection des Droits, des Libertés et à la Médiation

## Nouvelle-Zélande
- création de la fonction : 1962
- premier ombudsman : Guy Powles
- nom dans la langue : ombudsman parlementaire ou Commissaire parlementaire
- site officiel : lien

## Pays-Bas
- création de la fonction : 1er janvier 1982
- premier ombudsman : Jakob Folkert Rang (1982 - 1987)
- nom dans la langue : Ombudsman national dans la même idée que ombudsman parlementaire
- site officiel : Nationale Ombudsman
- NB : Le concept ombudsman a été introduit dès 1969 à la télévision néerlandaise.

## Pologne
- création de la fonction :
- premier ombudsman :
- nom dans la langue :
- site officiel :

## Porto Rico
- création de la fonction : 1977
- premier ombudsman :
- nom dans la langue :
- site officiel :

## Portugal
- création de la fonction : 1975
- premier ombudsman : Manuel da Costa Braz (1975/1976)
- nom dans la langue : Provedor de Justiça Provedor de Justiça
- site officiel : lien

## République slovaque
- création de la fonction : 1er janvier 2002
- premier ombudsman : Pavel Kandráč
- nom dans la langue : Verejný ochranca práv
- site officiel : www.vop.gov.sk

## République tchèque
- création de la fonction :
- premier ombudsman :
- nom dans la langue : Veřejný ochránce práv
- site officiel :

## Roumanie
- création de la fonction :
- premier ombudsman : Ioan Muraru
- nom dans la langue : Avocatul Poporului
- site officiel : lien en fr

## Royaume-Uni
- création de la fonction : 1967
- premier ombudsman :
- nom dans la langue : Commissaire parlementaire
- site officiel :

- Association des ombudsmans britanniques et irlandais (BIOA) BIOA.org.uk lien

## Sainte Lucie
- création de la fonction :
- premier ombudsman :
- nom dans la langue :
- site officiel :

## Sénégal
- création de la fonction :
- premier ombudsman :
- nom dans la langue :
- site officiel :

## Seychelles
- création de la fonction :
- premier ombudsman :
- nom dans la langue :
- site officiel :

## Sierra Leone
- création de la fonction :
- premier ombudsman : Francis Gabbidon, limogé en novembre 2007[4]
- nom dans la langue : médiateur national
- site officiel :

## Slovénie
- création de la fonction : 2001
- premier ombudsman : Matjaz Hanzek
- nom dans la langue :
- site officiel : lien

## Suède
- création de la fonction :
- premier ombudsman :
- nom dans la langue :
- site officiel :

## Suisse
- création de la fonction :
- premier ombudsman :
- nom dans la langue :
- site officiel :

## Tanzanie
- création de la fonction : 1968
- premier ombudsman :
- nom dans la langue :
- site officiel :

## Tchad
- création de la fonction : 1993
- premier ombudsman : Djamesta Koibla
- nom dans la langue : française
- site officiel :

## Tunisie
- création de la fonction : 3 mai 1993
- premier ombudsman : Hassine Cherif (17/11/1992-30/04/1997)
- nom dans la langue : Médiateur administratif de la République tunisienne
- site officiel : http://www.mediateur.tn/
- Médiateur Actuel : M. Abdessattar Ben Moussa (du 03/01/2017 au 02/01/2022)

## Ukraine
- création de la fonction : 1998
- premier ombudsman : Ніна Карпачова (dans la langue ukrainienne); Nina Karpachova
- nom dans la langue : уповноважений Верховної Ради з прав людини ou Délégué parlementaire aux droits de l'homme
- site officiel : http://www.ombudsman.kiev.ua/

## Vanuatu
- création de la fonction : 1994
- premier ombudsman, de 1994 à 1999 : Marie-Noëlle Ferrieux-Patterson
- nom dans la langue : Médiateur de la République (Vanuatu)
- site officiel : Polémique

## Venezuela
- création de la fonction : 1999
- premier ombudsman : Germán Mundaraín
- nom dans la langue : Défenseur du peuple

## Pour l'Europe
- Conseil de l’Europe : Le commissaire aux Droits de l'Homme du Conseil de l'Europe
- Union Européenne : Le médiateur européen

## Pour l'ONU
- Ombudsman du secrétariat de l'organisation des nations unies

- création de la fonction : 2004
- premier ombudsman : Tito Rutaremara
- nom dans la langue : Défenseur du peuple
- Site : http://www.ombudsman.gov.rw/